# (17188) 1999 WC2
A (17188) 1999 WC2 egy földközeli kisbolygó. A LINEAR projekt keretében fedezték fel 1999. november 17-én.